# Sân bay Vigo-Peinador
Sân bay quốc tế Vigo-Peinador (IATA: VGO, ICAO: LEVX) là một sân bay nằm cách trung tâm Vigo 15 km, ở các đô thị Redondela, Vigo và Mos. Năm 2007, 1.405.968 lượt hành khách và 1.953 tấn hàng đã thông qua sân bay này.

## Các hãng hàng không và các tuyến điểm
- Air Europa (Madrid, Palma de Mallorca, Tenerife-South, Lanzarote)
- Air France
  - điều khiển bởi HOP! (Paris-Charles de Gaulle)
- Iberia Airlines (Madrid), Barcelona
  - điều khiển bởi Air Nostrum (Alicante, Bilbao, Malaga, Valencia)